# 武功山角蟾
武功山角蟾（学名：Boulenophrys wugongensis），一种分布于中华人民共和国江西省西部罗霄山脉地区的两栖动物，模式产地为江西萍乡市芦溪县武功山羊狮幕风景区。隶属于角蟾科布角蟾属。其种加词“wugongensis”意为“武功山的”。

## 形态特征
武功山角蟾雄蟾体型较小，体长31.0～34.1毫米，雌蟾体型适中，体长38.5～42.8毫米。身体背部呈红棕色，眶间具有一镶黄边的深色三角形斑纹，躯干中心具痣粒组成的“X”形肤棱。喉部和胸部深棕色，具深红色大理石花纹，腹部后部白色。四肢腹部棕色，有白色斑点和斑块。

## 保护
本种于2023年被收录入《有重要生态、科学、社会价值的陆生野生动物名录》。